# Ellen Woglom
Ellen Woglom (née Ellen Davis Woglom ou Elle le 18 avril 1987 à Nashville, Tennessee) est une actrice américaine.

## Biographie
Bien que née et élevée à Nashville, Elle Woglom de par les métiers de ses parents a constamment déménagé à travers les États-Unis. Ainsi, elle a grandi dans le Vermont, le Colorado, puis au Massachusetts, dans le New Hampshire et vit maintenant à Los Angeles. Après avoir grandi dans une ferme, elle se destine à la compétition équestre mais une blessure va lui montrer un tout autre chemin : celui d'Hollywood. Bien avant de devenir étudiante en théâtre à l'UCLA, elle décide de faire plusieurs métiers afin de se confronter à la vraie vie en sachant que si rien ne marchait, elle aurait l'école en dernier recours.
Ellen a quatre frères et sœurs dont l'aîné est étudiant à l'USC et aussi son plus grand fan. Il a pratiquement le même âge qu'elle. Elle a un chien qui s'appelle Norma.[Passage à actualiser]

## Filmographie

### Cinéma
- 2007 : 75 secondes pour survivre (7eventy 5ive) de Brian Hooks (en) et Deon Taylor : Sorority Chick Becky
- 2009 : April Showers de Andrew Robinson : April
- 2012 : Hated de Lee Madsen : Arryn
- 2014 : Just Like Starting Over de Royce D'Orazio : Elise Chapman

### Télévision
- 2005 : The Bernie Mac Show (série télévisée) : la vendeuse
- 2005 : Les Experts : Manhattan (série télévisée) : Briana Freemont
- 2005 : Esprits criminels (série télévisée) : Cherish Hanson
- 2006 : Wendy Wu de John Laing (téléfilm) : Jessica
- 2007 : Newport Beach (série télévisée) : Brynn
- 2007 : Cold Case : Affaires classées (série télévisée) : Kim Jacobi
- 2007 : Viva Laughlin (série télévisée) : Cheyenne Holden
- 2008 : Ghost Whisperer (série télévisée) : Jordan Lucas (saison 4, épisode 8)
- 2009 : New York, unité spéciale (saison 10, épisode 11) : Heather Hallander / Kristen Vucelik
- 2009 : Californication (série télévisée) : Chelsea Koons
- 2009 : Crash (série télévisée) : Lily
- 2010 : Outlaw (série télévisée) : Mereta Sprows / Mereta Stockman
- 2011 : The Defenders (série télévisée) : Lona
- 2011 : Mr. Sunshine (série télévisée) : Brooke
- 2011 : Suburgatory (série télévisée) : Aimee Ainsley
- 2012 : Breakout Kings (série télévisée) : Lorraine Hamilton
- 2012 : Scandal (série télévisée) : Helen Fisher
- 2012 : Brothers-In-Law de Terry Hughes (téléfilm) : rôle sans nom
- 2013 : Untitled Greg Daniels & Robert Padnick de Kyle Newacheck (téléfilm) : Maggie
- 2014 : Sullivan and Son (série télévisée) : Nicolette
- 2014 : Selfie (série télévisée) : Olivia
- 2015 : White City de Stephen Gaghan (téléfilm) : Claire Summers
- 2015 : Chicago Fire (série télévisée) : Megan Shay
- 2015 : Chicago Police Department (série télévisée) : Megan Shay
- 2016 : Castle (série télévisée) : Rachel Decker
- 2017 : Doubt (série télévisée) : Alison Thorne
- 2017 : Inhumans (série télévisée) : Louise Fisher